# یواس‌اس رابین (ای‌ام-۳)
یواس‌اس رابین (ای‌ام-۳) (به انگلیسی: USS Robin (AM-3)) یک کشتی بود که طول آن ۱۸۷ فوت ۱۰ اینچ (۵۷٫۲۵ متر) بود. این کشتی در سال ۱۹۱۸ ساخته شد.